# Jemma Lowe
Jemma Louise Lowe (Hartlepool, 31 marzo 1990) è un'ex nuotatrice britannica.
Specializzata nella farfalla, ha partecipato alle Olimpiadi di Pechino 2008 ottenendo i seguenti risultati: 6º nei 100 m farfalla, 9º nei 200 m farfalla e 4º nella staffetta 4x100 m misti.

## Palmarès
- Mondiali in vasca corta

Manchester 2008: bronzo nei 100m farfalla e nella 4x100m misti.
Dubai 2010: argento nei 200m farfalla.
Istanbul 2012: bronzo nei 100m farfalla e nei 200m farfalla.
- Europei

Eindhoven 2008: oro nella 4x100m misti.
Budapest 2010: oro nella 4x100m misti.
Berlino 2014: oro nella 4x100m misti mista e bronzo nella 4x100m misti.
- Europei in vasca corta

Fiume 2008: bronzo nei 200m farfalla.
Stettino 2011: argento nei 100m farfalla e nei 200m farfalla.
Herning 2013: argento nei 100m farfalla e bronzo nei 200m farfalla e nella 4x50m misti.
- Giochi del Commonwealth

Delhi 2010: bronzo nei 100m farfalla.
- Mondiali giovanili

Rio de Janeiro 2006: argento nei 200m farfalla, bronzo nei 100m farfalla e nella 4x100m misti.
- Europei giovanili

Budapest 2005: argento nei 100m farfalla.
Palma di Maiorca 2006: argento nei 100m farfalla e nei 200m farfalla.